# Naismith Memorial Basketball Hall of Fame
Naismith Memorial Basketball Hall of Fame er den officielle hall of fame for sporten basketball, beliggende i byen Springfield i Massachusetts, USA, den by hvor James Naismith i 1891 opfandt sporten. Den blev oprettet i 1959, og hvert år nomineres nye medlemmer til optagelse.
Naismith Memorial Basketball Hall of Fame har over 400 medlemmer, og besøges hvert år af op mod 200.000 gæster. Medlemmerne inkluderer både spillere, trænere og dommere, der har udmærket sig indenfor sporten, samt udvalgte bidragydere, der har været med til at fremme basketballsporten.

## Medlemmer
Nedenstående er en fuld liste over de personer, der (pr. 2019) er blevet optaget i Naismith Memorial Hall of Fame, sorteret efter optagelsesår:
2019
- Al Attles, bidragyder
- Carl Braun, spiller
- Chuck Cooper, spiller
- Vlade Divac, spiller
- Bill Fitch, træner
- Bobby Jones, spiller
- Sidney Moncrief, spiller
- Jack Sikma, spiller
- Tennessee A&I Teams Of 1957-59, hold
- Wayland Baptist University Teams Of 1948-82, hold
- Teresa Weatherspoon, spiller
- Paul Westphal, spiller

2018
- Ray Allen, spiller
- Maurice Cheeks, spiller
- Lefty Driesell, træner
- Grant Hill, spiller
- Jason Kidd, spiller
- Steve Nash, spiller
- Tina Thompson, spiller
- Dino Radja, spiller
- Charlie Scott, spiller
- Ora Mae Washington, spiller
- Rod Thorn, bidragyder
- Rick Welts, bidragyder
- Katie Smith, spiller

2017
- Robert Hughes, træner
- Tracy McGrady, spiller
- Bill Self, træner
- Rebecca Lobo, bidragyder
- Muffet McGraw, træner
- Mannie Jackson, bidragyder
- Tom Jernstedt, bidragyder
- Jerry Krause, bidragyder
- Zack Clayton, spiller
- Nick Galis, spiller
- George McGinnis, spiller

2016
- Zelmo Beaty, spiller
- Darell Garretson, dommer
- Allen Iverson, spiller
- Tom Izzo, træner
- John McClendon, træner
- Yao Ming, spiller
- Shaquille O'Neal, spiller
- Cumberland Posey, spiller
- Jerry Reinsdorf, bidragyder
- Sheryl Swoopes, spiller

2015
- Dick Bavetta, dommer
- John Calipari, træner
- Louie Dampier, spiller
- Lindsay Gaze, træner
- Tom Heinsohn, træner
- John Isaacs, spiller
- Lisa Leslie, spiller
- Dikembe Mutombo, spiller
- George Raveling, bidragyder
- Jo Jo White, spiller

2014
- David Stern,bidragyder
- Alonzo Mourning,spiller
- Mitch Richmond, spiller
- Guy Rodgers, spiller
- Sarunas Marciulionis, spiller
- Nolan Richardson, træner
- Gary Williams, træner
- Bob Leonard, træner
- Nat Clifton, bidragyder
- Immaculata University, hold

2013
- Gary Payton, spiller
- Bernard King, spiller
- Roger Brown, spiller
- Rick Pitino, træner
- Sylvia Hatchell, træner
- Dawn Staley, spiller
- Edwin B. Henderson, bidragyder
- Oscar Schmidt, spiller
- Richard Geurin, spiller
- Russ Granik, bidragyder

2012
- Mel Daniels, spiller
- Don Barskdale, bidragyder
- Lidia Aleksejeva, træner
- Chet Walker, spiller
- Phil Knight, bidragyder
- Reggie Miller, spiller
- Don Nelson, træner
- Hank Nichols, dommer
- Ralph Sampson, spiller
- Jamaal Wilkes, spiller
- All-American Red Heads, hold
- Katrina McClain, spiller

2011
- Teresa Edwards, spiller
- Artis Gilmore, spiller
- Herb Magee, træner
- Chris Mullin, spiller
- Dennis Rodman, spiller
- Arvydas Sabonis, spiller
- Tom Sanders, bidragyder
- Goose Tatum, spiller
- Tara Van Derveer, træner
- Tex Winter, træner

2010
- USA' OL-hold 1960, hold
- Dream Team, hold
- Jerry Buss, bidragyder
- Cynthia Cooper-Dyke, spiller
- Bob Hurley, træner
- Dennis Johnson, spiller
- Gus Johnson, spiller
- Karl Malone, spiller
- Maciel Pereira, spiller
- Scottie Pippen, spiller

2009
- Michael Jordan, spiller
- David Robinson, spiller
- Jerry Sloan, træner
- John Stockton, spiller
- C. Vivian Stringer, træner

2008
- Adrian Dantley, spiller
- Bill Davidson, bidragyder
- Patrick Ewing, spiller
- Hakeem Olajuwon, spiller
- Pat Riley, træner'
- Catchy Rush, træner
- Dick Vitale, bidragyder

2007
- Phil Jackson, træner
- Roy Williams, træner
- Texas Western, hold
- Van Chancellor, træner
- Pedro Ferrandiz, træner
- Mirko Novosel, træner
- Mendy Rudolph, dommer

2006
- Charles Barkley, spiller
- Joe Dumars, spiller
- Dominique Wilkins, spiller
- Geno Auriemma, træner
- Sandro Gamba, træner
- Dave Gavitt, bidragyder

2005
- Jim Boeheim, træner
- Hubie Brown, træner
- Jim Calhoun, træner
- Sue Gunter, træner
- Hortencia Marcari, spiller

2004
- Clyde Drexler, spiller
- Jerry Colangelo, bidragyder
- Bill Sharman, træner
- Drazen Dalipagic, spiller
- Maurice Stokes, spiller
- Lynette Woodard, spiller

2003
- Robert Parish, spiller
- James Worthy, spiller
- Dino Meneghin, spiller
- Meadowlark Lemon, bidragyder
- Chick Hearn, bidragyder
- Leon Barmore, træner
- Earl Lloyd, bidragyder

2002
- Magic Johnson, spiller
- Drazen Petrovic, spiller
- Larry Brown, træner
- Harlem Globetrotters, hold
- Lute Olson, træner
- Kay Yow, træner

2001
- Moses Malone, spiller
- Mike Krzyzewski, træner
- John Chaney, træner

2000
- Isiah Thomas, spiller
- Pat Summit, træner
- Bob McAdoo, spiller
- Danny Biasone, bidragyder
- Charles Newton,bidragyder
- Morgan Wooten, træner

1999
- Kevin McHale, spiller
- Wayne Embry, bidragyder
- Billie Moore, træner
- John Thompson, træner
- Fred Zollner, bidragyder

1998
- Larry Bird, spiller
- Lenny Wilkens, træner
- Jody Conradt, træner
- Alex Hannum, træner
- Marques Haynes, spiller
- Aleksandar Nikolic, træner
- Arnie Risen, spiller

1997
- Alex English, spiller
- Pete Carril, træner
- Joan Crawford, spiller
- Denise Curry, spiller
- Antonio Diaz-Miguel, træner
- Don Haskins, træner
- Bailey Howell, spiller

1996
- George Gervin, spiller
- Gail Goodrich, spiller
- David Thompson, spiller
- Kresimir Cosic, spiller
- Nancy Lieberman-Cline, spiller
- George Yardley, spiller

1995
- Kareem Abdul-Jabbar, spiller
- Cheryl Miller, spiller
- Anne Donovan, spiller
- Aleksandr Gomelskij, træner
- John Kundla, træner
- Vern Mikkelsen, spiller
- Earl Storm, dommer

1994
- Chuck Daly, træner
- Denny Crum, træner
- Carol Blazejowski, spiller
- Buddy Jeannette, spiller
- Cesare Rubini, træner

1993
- Julius Erving, spiller
- Bill Walton, spiller
- Calvin Murphy, spiller
- Walt Bellamy, spiller
- Dan Issell, spiller
- Dick McGuire, spiller
- Ann Meyers, spiller
- Uljana Semjonova, spiller

1992
- Bob Lanier, spiller
- Connie Hawkins, spiller
- Sergei Belov, spiller
- Lou Carnesecca, træner
- Lusia Harris-Stewart, spiller
- Alfred McGuire, træner
- Jack Ramsay, træner
- Nera White, spiller
- Phillip Woolpert, træner

1991
- Tiny Archibald, spiller
- Bob Knight, træner
- Lawrence O'Brien, bidragyder
- Dave Cowens, spiller
- Larry Fleisher, bidragyder
- Harry Gallatin, spiller
- Borislav Stankovic, bidragyder

1990
- Earl Monroe, spiller
- Dave Bing, spiller
- Elvin Hayes, spiller
- Neil Johnston, spiller

1989
- Lenny Wilkens, spiller
- Pop Gates, spiller
- K.C. Jones, spiller

1988
- Wes Unseld, spiller
- Ralph Miller, træner
- Bob McDermott, spiller
- Clyde Lovellette, spiller

1987
- Rick Barry, spiller
- Walt Frazier, spiller
- Pete Maravich, spiller
- Bobby Wanzer, spiller
- Bob Houbregs, spiller

1986
- Red Holzman, træner
- Tom Heinsohn, spiller
- Billy Cunningham, spiller
- Red Mihalik, dommer
- Fred Taylor, træner
- Stanley Watts, træner

1985
- Nate Thurmond, spiller
- Harold Anderson, træner
- Senda Berenson Abbott, bidragyder
- Al Cervi, spiller
- Marv Harshman, træner
- Bertha Teague, bidragyder
- Margaret Wade, træner

1984
- John Havlicek, spiller
- Sam Jones, spiller
- Clifford Fagan, bidragyder
- Jack Gardner, træner
- Edward Steitz, bidragyder

1983
- Bill Bradley, spiller
- Dean Smith, træner
- Dave DeBusschere, spiller
- Lloyd Leith, dommer
- Jack Twyman, spiller
- Louis Wilke, bidragyder

1982
- Willis Reed, spiller
- Frank Ramsey, spiller
- Slater Martin, spiller
- Hal Greer, spiller
- Clarence Gaines, træner
- Alva Duer, bidragyder
- Everett Case, træner

1981
- Thomas Barlow, spiller
- Ferenc Hepp, bidragyder
- Walter Kennedy, bidragyder
- Arad McCutchan, træner

1980
- Oscar Robertson, spiller
- Jerry Lucas, spiller
- Jerry West, spiller
- Les Harrison, bidragyder
- Everett Shelton, træner
- Dallas Shirley, dommer

1979
- Wilt Chamberlain, spiller
- Sam Barry,træner
- James Enright, dommer
- Edgar Hickey, træner
- John McLendon, træner
- Ray Meyer, træner
- Pete Newell, træner

1978
- Paul Arizin, spiller
- Joe Fulks, spiller
- Cliff Hagan, spiller
- John Nucatola, dommer
- Jim Pollard, spiller

1977
- Elgin Baylor, spiller
- Charles Cooper, spiller
- Lauren Gale, spiller
- William Johnson, spiller
- Frank McGuire, træner

1976
- Tom Gola, spiller
- Ed Krause, spiller
- Harry Litwack, træner
- Bill Sharman, spiller

1975
- Bill Russell, spiller
- Joseph Brennan, spiller
- Emil Liston, bidragyder
- Robert Vandivier, spiller

1974
- Harry Fisher, bidragyder
- Maurice Podoloff, bidragyder
- Ernest Schmidt, spiller

1973
- John Beckman, spiller
- Bruce Drake, træner
- Arthur Lonborg, træner
- Elmer Ripley, bidragyder
- Dolph Schayes, spiller
- John Wooden, træner

1972
- Edgar Diddle, træner
- Robert Douglas, bidragyder
- Paul Endacott, spiller
- Max Friedman, spiller
- Edward Gottlieb, bidragyder
- Clifford Wells, bidragyder

1971
- Bob Cousy, spiller
- Bob Pettit, spiller
- Abe Saperstein, bidragyder

1970
- Bernard Carnevale, træner
- Bob Davies, spiller

1969
- Red Auerbach, træner
- Dutch Dehnert, spiller
- Henry Iba, træner
- Adolph Rupp, træner
- Charles Taylor, bidragyder

1968
- Clair Bee, bidragyder
- Howard Cann, træner
- Amory Gill, træner
- Alvin Julian, træner

1966
- Everett Dean, træner
- Joe Lapchick, spiller

1965
- Walter Brown, bidragyder
- Paul Hinkle, bidragyder
- Howard Hobson, træner
- William Mokray, bidragyder

1964
- John Bunn, bidragyder
- Harold Foster, spiller
- Nat Holman, spiller
- Ned Irish, bidragyder
- William Jones, bidragyder
- Kenneth Loeffler, træner
- John Russell, spiller

1963
- New York Rens, hold
- Robert Gruenig, spiller
- William Reid, bidragyder

1962
- Jack McCracken, spiller
- Frank Morgenweck, bidragyder
- Harlan Page, spiller
- Barney Sedran, spiller
- Lynn St. John, bidragyder
- John Thompson, spiller

1961
- Buffalo Germans, hold
- Bergnard Borgmann, spiller
- Forrest DeBernardi, spiller
- George Hoyt, dommer
- Bob Kurland, spiller
- John O'Brien, bidragyder
- Andy Phillip, spiller
- Ernest Quigley, dommer
- John Roosma, spiller
- Leonard Sachs, træner
- Arthur Schabinger, bidragyder
- Christian Steinmetz, spiller
- David Tobey, dommer
- Arthur Trester, bidragyder
- Edward Wachter, spiller
- David Walsh, dommer

1960
- Ernest Blood, træner
- Victor Hanson, spiller
- George Hepbron, dommer
- Frank Keaney, træner
- Ward Lambert, træner
- Ed Macauley, spiller
- Branch McCracken, spiller
- Charles Murphy, spiller
- Henry Porter, bidragyder
- John Wooden, spiller

1959
- Original Celtics, hold
- The First Team, hold
- Phog Allen, træner
- Henry Clifford Carlson, træner
- Luther Gulick, bidragyder
- Edward Hickox, bidragyder
- Charles Hyatt, spiller
- Matthew Kennedy, dommer
- Hank Luisetti, spiller
- Walter Meanwell, træner
- George Mikan, spiller
- Ralph Morgan, bidragyder|
- James Naismith, bidragyder
- Harold Olsen, bidragyder
- John Schommer, spiller
- Amos Alonzo Stagg, bidragyder
- Oswald Tower, bidragyder